# Francisco Floriano

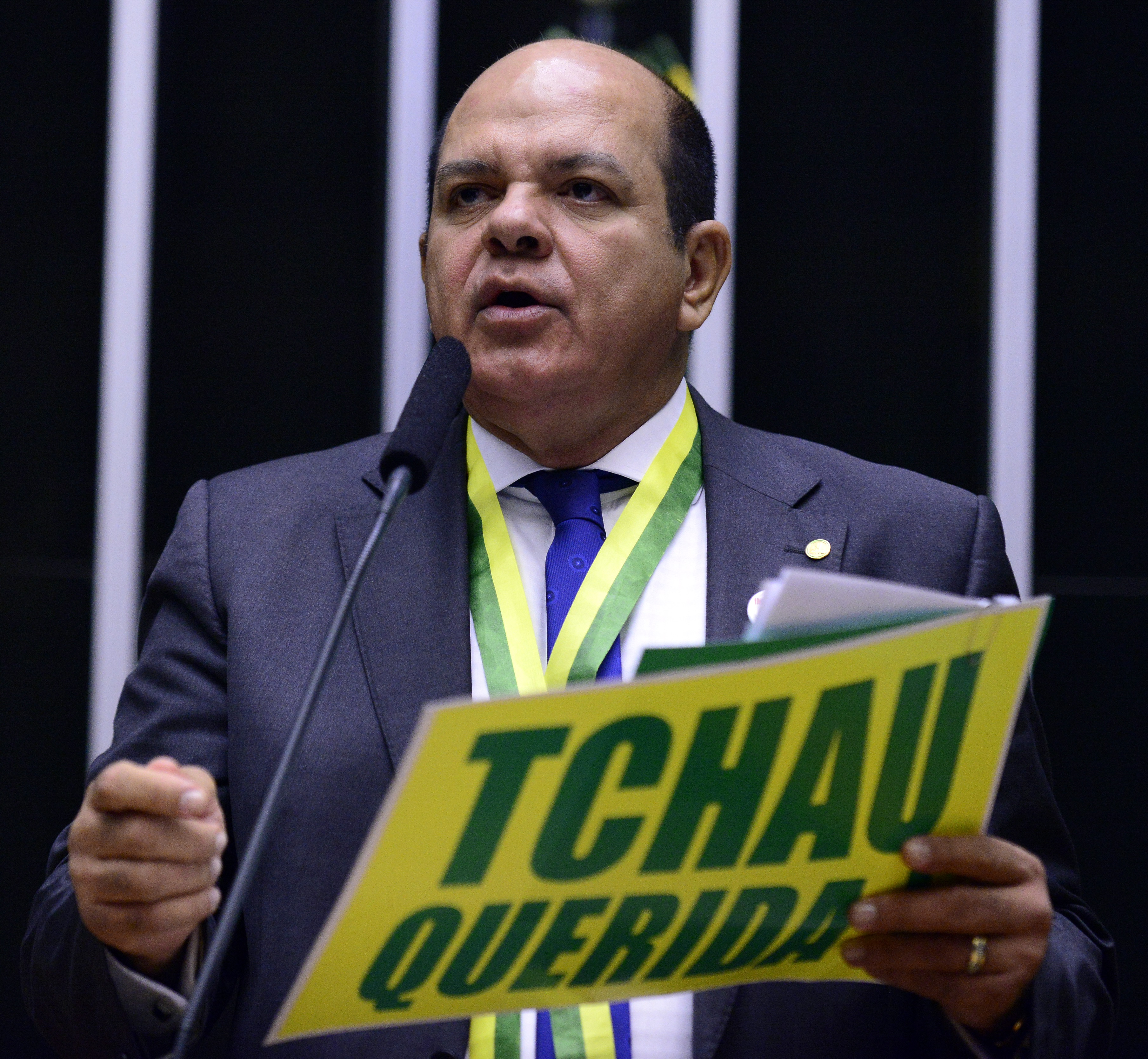
Francisco Floriano em abril de 2016.

Francisco Floriano de Sousa Silva (Rio de Janeiro, 21 de setembro de 1959) é um político brasileiro, filiado ao DEM.

## Carreira política
Em 2014 foi eleito deputado federal pelo Rio de Janeiro, para a 55.ª legislatura (2015-2019). Na época estava filiado ao PR. Trocou de partido durante a janela partidária de 2016, indo para o DEM.
Como deputado federal, votou a favor da admissibilidade do processo de impeachment de Dilma Rousseff. Já durante o Governo Michel Temer, votou a favor da PEC do Teto dos Gastos Públicos. Em abril de 2017 foi favorável à Reforma Trabalhista.
Em agosto de 2017 votou a favor do presidente Michel Temer, no processo em que se pedia abertura de investigação, e que poderia lhe afastar da presidência da república. Em outubro de 2017, na segunda denúncia, novamente votou a favor de Temer.